# Höfchen (Mainz)

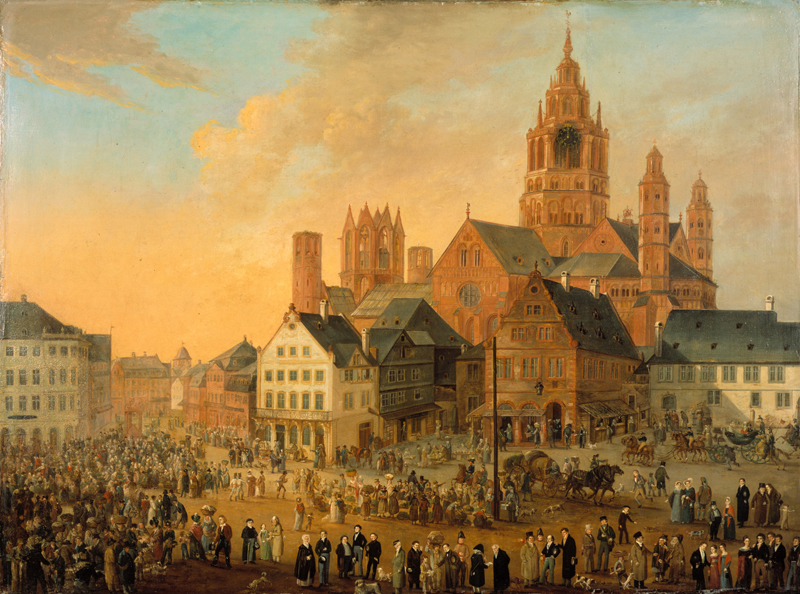
Höfchen, Marktplatz und Dom auf einem Gemälde von Heinrich Franz Schalck, 1829

Das Höfchen in Mainz ist der westlichste der vier Plätze rund um den Mainzer Dom.

## Geschichte und heutige Bebauung

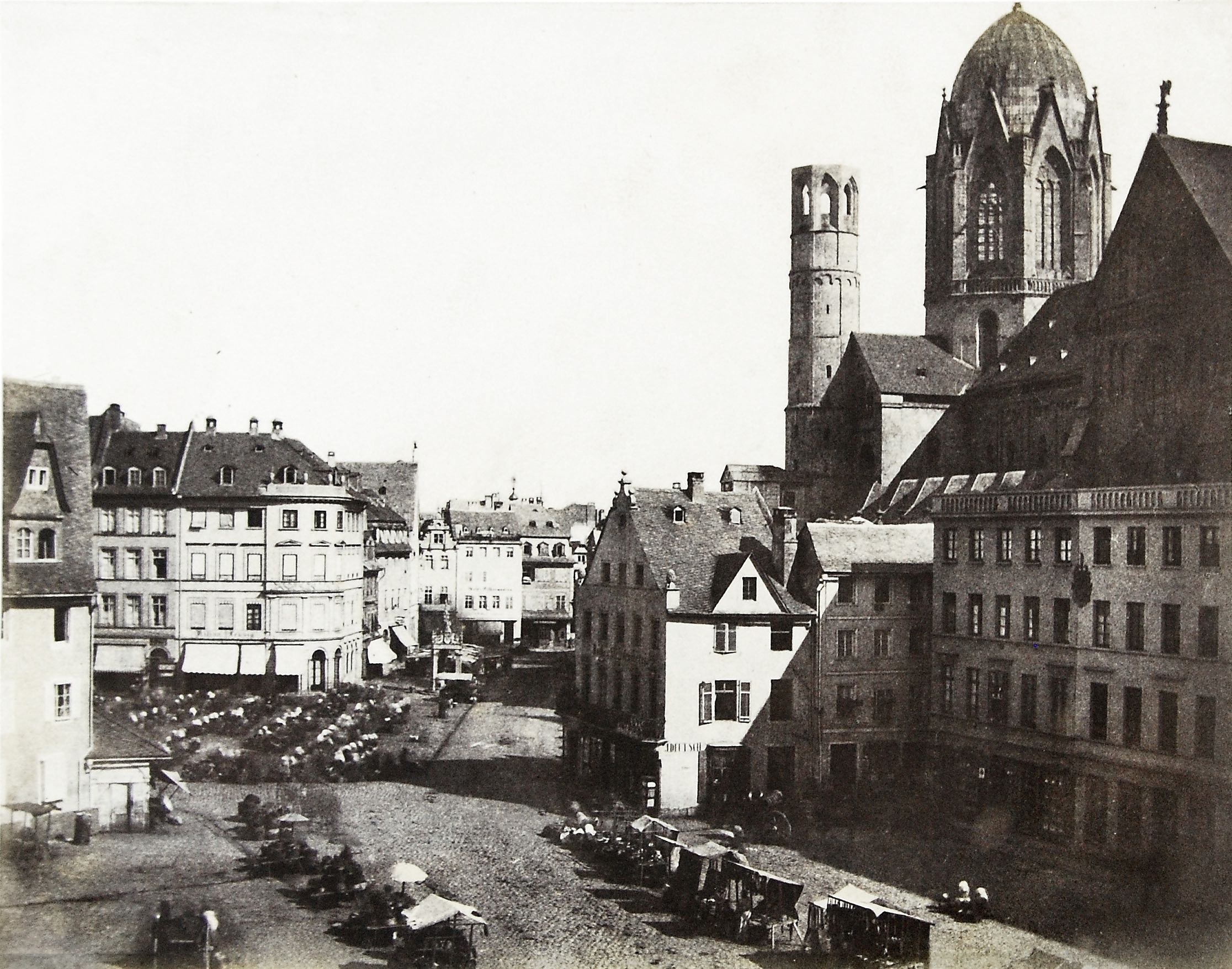
Höfchen (im Vordergrund) und Marktplatz von Charles Marville aufgenommen, 1853

Das Höfchen wurde erstmals im 14. Jahrhundert namentlich erwähnt. Seinen Namen erhielt der Platz durch den Hof des Mainzer Erzbischofs am Dom. Ursprünglich war der Platz durch Mauern geschützt, ehe im 15. Jahrhundert die am Rhein gelegene, zwischen 1478 und 1481 erbaute Martinsburg neue erzbischöfliche Residenz wurde. Der den Bischofshof umgebende Platz wurde zunehmend offener gestaltet, zwischen Höfchen und Marktplatz entstand eine Verbindung.
Unter Napoleon Bonaparte wurde die Gegend rund um das Höfchen großflächig umgebaut. Napoleon ordnete am 1. Oktober 1804 per Dekret die Anlage einer Straße zwischen dem ehemaligen Bischofshof und dem Schillerplatz an, wodurch westlich des Höfchens die heutige Ludwigsstraße und der Gutenbergplatz entstanden. Der Architekt Eustache de Saint-Far legte bis 1808 Pläne vor, die unter anderem die Zusammenlegung von Höfchen und Marktplatz vorsahen. Zwar wurden Ludwigsstraße und Gutenbergplatz 1824 fertiggestellt, die Zusammenlegung von Höfchen und Marktplatz wurde jedoch nicht verwirklicht.

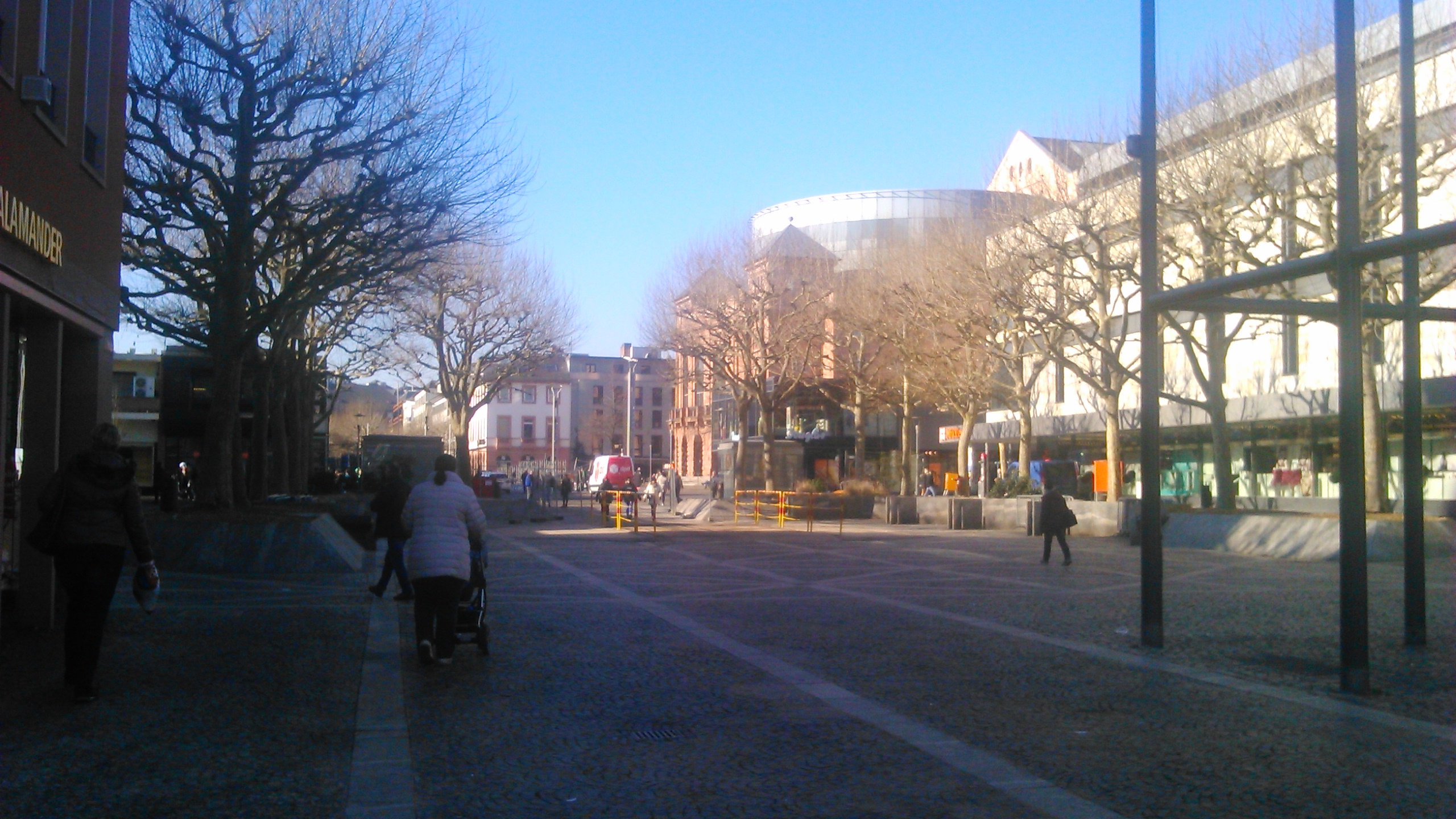
Blick auf das Höfchen aus Richtung Markt, 2018

Während der sogenannten Reichskristallnacht am 9. und 10. November 1938 wurde auch am Höfchen ein jüdisches Kaufhaus geplündert und beschädigt, einer der Täter wurde im März 1948 zu zwei Jahren Zuchthaus verurteilt. Während der Luftangriffe auf Mainz trafen am Abend des 1. Februar 1945 drei Sprengbomben das Höfchen. Nach Ende des Zweiten Weltkrieges im Mai 1945 begann der Wiederaufbau der großflächig zerstörten Innenstadt, wobei ein Bebauungsplan des von der französischen Militärverwaltung ernannten Marcel Lods durch Oberbürgermeister Emil Kraus verworfen wurde. Der Architekturprofessor Karl Gruber legte Wert auf die Bewahrung der Zäsur zwischen Höfchen und Marktplatz. Ein Hauptproblem beim Wiederaufbau sah er in dem baulichen Zusammenstoß zwischen Gutenbergplatz und Höfchen. Gruber empfahl die Beibehaltung der baulichen Trennung und vertrat die Auffassung, dass der moderne Gutenbergplatz der „eindeutig niederrangigere“ sei, dem man „nicht denselben Respekt gegenüber“ aufbringen müsse wie den historischeren Domplätzen. Wie von Gruber angeregt, wurde schließlich die Zäsur zwischen Höfchen und Marktplatz durch die Errichtung zweier Kopfbauten wiederhergestellt. Diese wurden so konzipiert, dass die an den Dom anschließende Gotthardkapelle frei sichtbar ist. Die südliche Randbebauung des Höfchens wurde im Vergleich zum Vorkriegszustand um jeweils ein Geschoss herabgestuft, sodass der Dom von der Ludwigsstraße aus frei sichtbar ist. Zur Tausendjahrfeier des Baubeginns des Doms 1975 wurde der bis dahin verkehrsreiche Platz zur Fußgängerzone umgestaltet. Nicht verwirklicht wurde die Anfang der 1970er-Jahre auftauchende Idee, durch den Bau eines Bürgerhauses die im Mittelalter vorhandene vollständige Trennung von Höfchen und Marktplatz herauszuarbeiten. Hierbei sollte durch eine Absenkung der Platzmitte, Pflasterung und Wasserspiele umrahmt durch Hochbeete und Baumpflanzungen, der Platz- bzw. Hofcharakter des Höfchens stärker herausgearbeitet werden. Wasserspiele und Hochbeete sind jedoch realisiert worden zusammen mit einer Fahnenmastanlage.
Der Kunsthistoriker Andrew MacNeille legte 2004 in seiner Dissertation dar, dass das Höfchen durch seine schlichte Bebauung und die kaum vorhandene räumliche Trennung von den Nachbarplätzen „kaum mehr als Übergangsbereich zwischen Gutenberg- und Marktplatz wirkt.“

## Veranstaltungen und Verkehrsanbindung

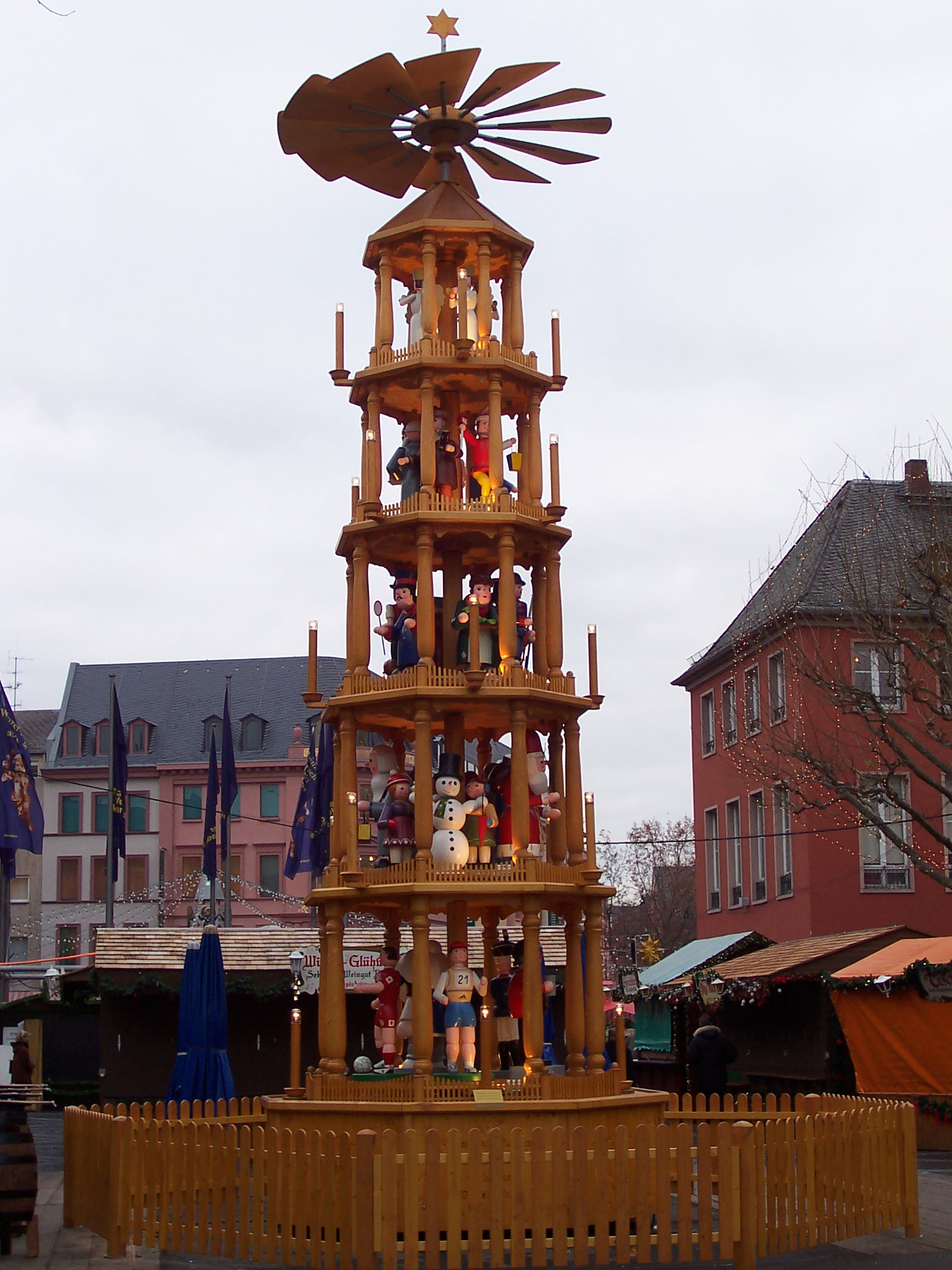
Das Höfchen ist einer der Hauptzugänge zum Mainzer Weihnachtsmarkt mit Weihnachtspyramide

Am Höfchen befindet sich in der Adventszeit der Hauptzugang zum Mainzer Weihnachtsmarkt. Auf dem Höhepunkt der Mainzer Fastnacht durchquert der Rosenmontagszug den Platz. Zu den weiteren regelmäßigen Veranstaltungen, die unter anderem am Höfchen stattfinden, zählen das Interkulturelle Fest im Rahmen der Interkulturellen Woche sowie die Mainzer Johannisnacht.
Am Nordrand des Höfchens liegt die Bushaltestelle Höfchen/Listmann, die von den meisten Buslinien der MVG angefahren wird. Die Haltestelle hat ihren Namen von dem 1889 gegründeten Einzelhandelsgeschäft Listmann, welches seinen Hauptsitz unmittelbar nördlich des Platzes hat. Vom Höfchen existieren Direktverbindungen in alle Mainzer Stadtteile sowie nach Wiesbaden, Ginsheim-Gustavsburg und Bischofsheim auf der rechten Rheinseite und in die rheinhessischen Gemeinden Klein-Winternheim, Ober-Olm und Nieder-Olm.
Von 1883 bis 1963 gehörte das Höfchen auch zum Straßenbahnnetz der Stadt Mainz.

## Kulturdenkmäler

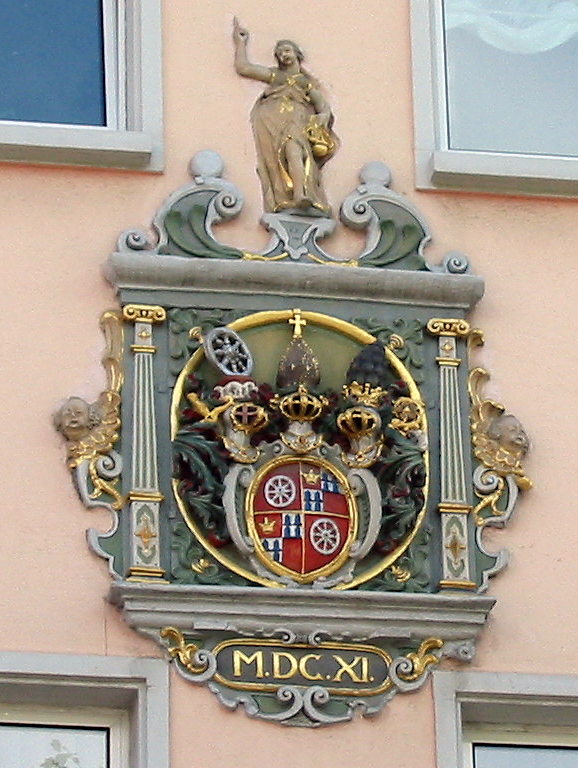
Wappenstein des Stadtgerichts am Höfchen

Das Höfchen ist Teil der Mainzer Denkmalzone Südöstliche Altstadt. Folgendes Einzeldenkmal findet sich auf dem Platz:
- Höfchen 4: Wappenstein des Mainzer Stadtgerichts, 1611
- Schusterstraße 1: Wendeltreppenturm des ehemaligen Hofes „Zur Nähkiste“, oktogonaler Renaissance-Turm, mit verschiefertem Obergeschoß und Haube, in Renaissanceformen gerahmtem Portal erste Hälfte des 17. Jahrhunderts und Nischenfigur der Heiligen Barbara, bezeichnet 1717

## Bildergalerie

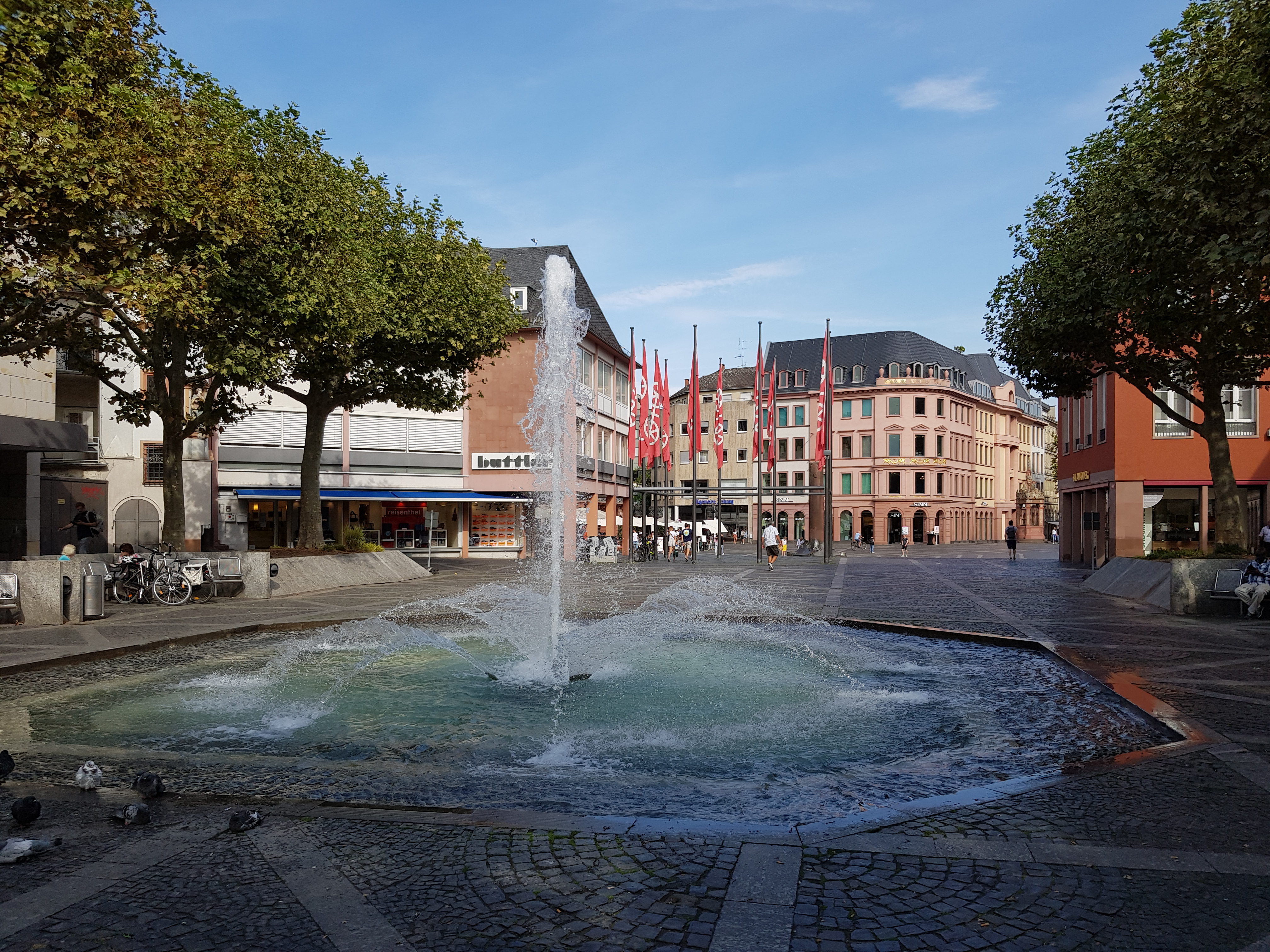
Brunnen am Höfchen mit Blick zum Markt (2021)
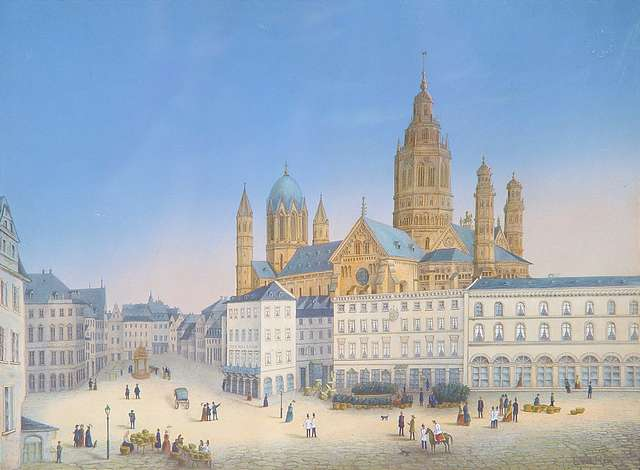
Historische Ansicht des Mainzer Doms mit Höfchen und Marktplatz
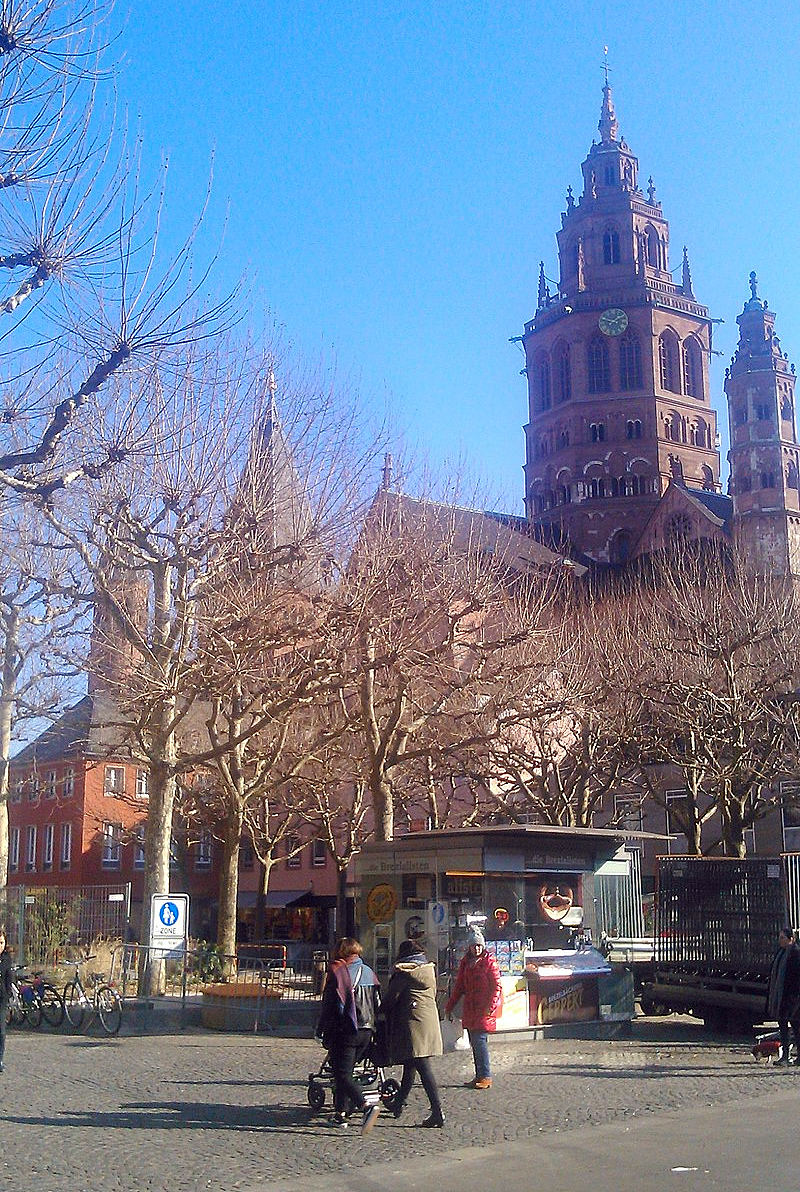
Blick auf das Höfchen, im Hintergrund der Dom
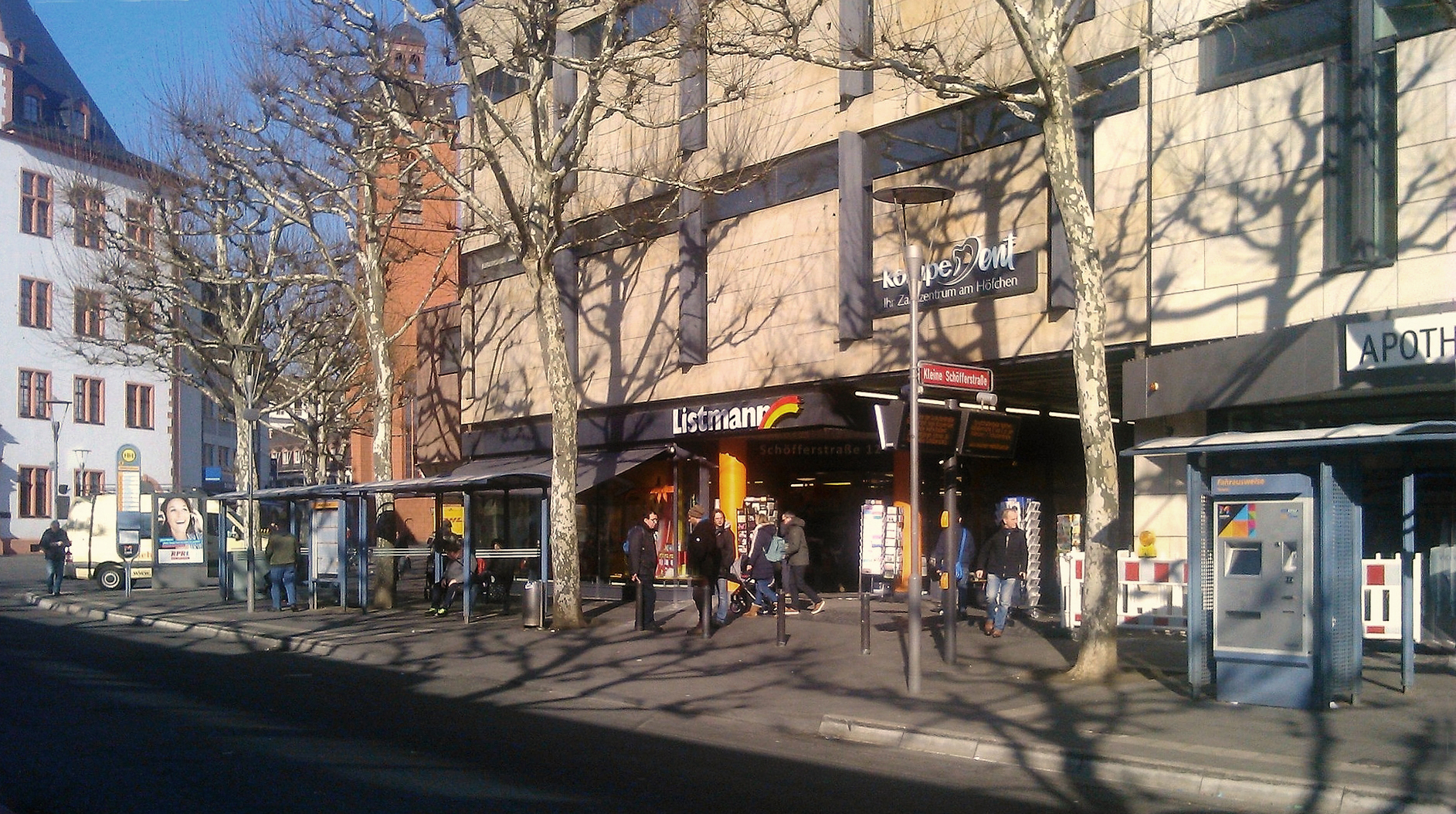
Bushaltestelle Mainz Höfchen/Listmann (2018)
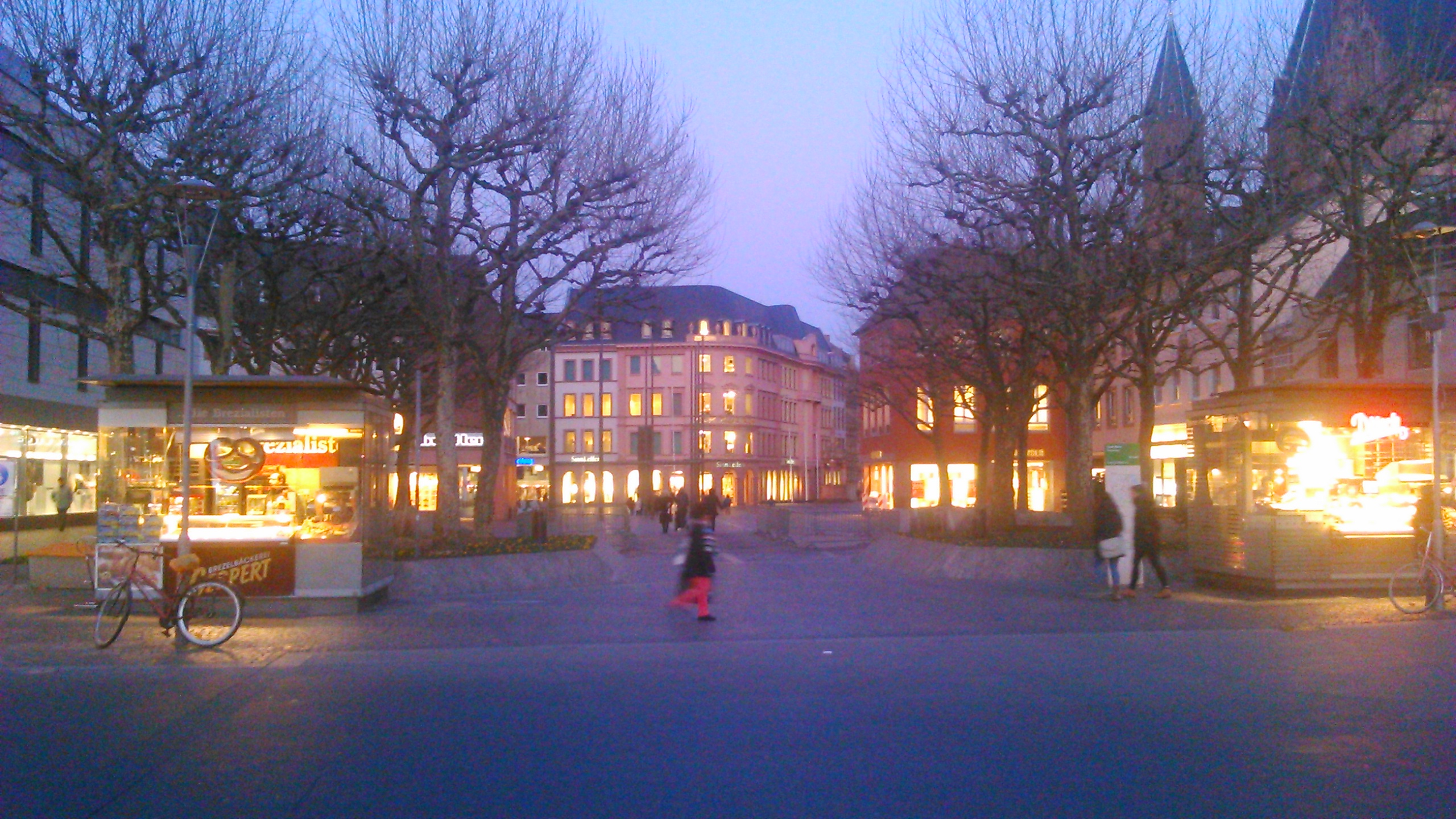
Abenddämmerung